# Konjarnik
Konjarnik (em cirílico: Коњарник) é uma vila da Sérvia localizada no município de Žitorađa, pertencente ao distrito de Toplica, na região de Toplica. A sua população era de 93 habitantes segundo o censo de 2011.

## Demografia
| 1948 | 1953 | 1961 | 1971 | 1981 | 1991 | 2002 | 2011 |
| ---- | ---- | ---- | ---- | ---- | ---- | ---- | ---- |
| 349  | 341  | 326  | 266  | 203  | 138  | 104  | 93   |